# Poniatowa (gmina)
Pour les articles homonymes, voir Poniatowa.
Poniatowa est une gmina mixte ou urbaine-rurale (gmina miejsko-wiejska) du powiat d'Opole Lubelskie, dans la Voïvodie de Lublin, dans l'est de la Pologne.
Son siège administratif (chef-lieu) est la ville de Poniatowa, qui se situe environ 8 kilomètres (km) au nord-est d'Opole Lubelskie (siège du powiat) et 36 kilomètres à l'ouest de la capitale régionale Lublin (capitale de la voïvodie).
La gmina couvre une superficie de 84,16 km2 pour une population de 15 146 habitants en 2006 répartie pour la ville d'Opole Lubelskie de 8 832 habitants et une population rurale de 8 963 habitants.

## Histoire
De 1975 à 1998, la gmina est attachée administrativement à l'ancienne Voïvodie de Lublin.

Depuis 1999, elle fait partie de la nouvelle voïvodie de Lublin.

## Géographie
Outre la ville de Poniatowa, la gmina inclut les villages (sołectwa) de:

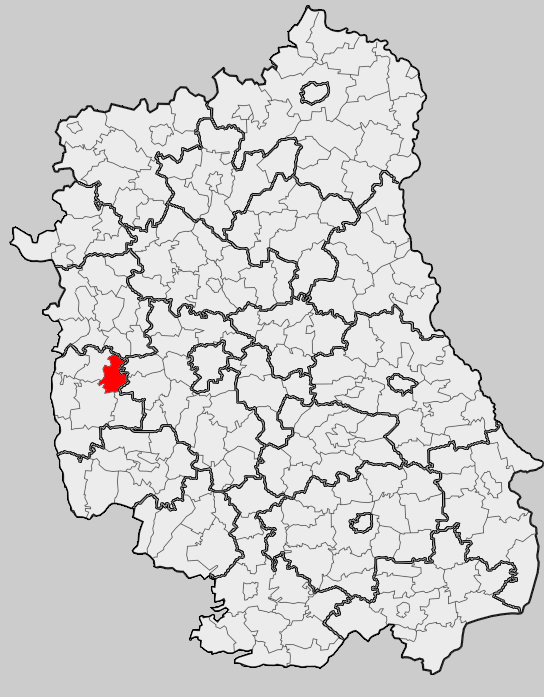
Position de la gmina dans la voïvodie

- Dąbrowa Wronowska
- Henin
- Kocianów
- Kowala Druga
- Kowala Pierwsza
- Kraczewice Prywatne
- Kraczewice Rządowe
- Niezabitów
- Niezabitów-Kolonia
- Obliźniak
- Plizin
- Poniatowa-Kolonia
- Poniatowa-Wieś
- Spławy
- Szczuczki-Kolonia
- Wólka Łubkowska
- Zofianka

### Gminy voisines
La gmina de Poniatowa est voisine des gminy de:
- Bełżyce
- Chodel
- Karczmiska
- Opole Lubelskie
- Wąwolnica
- Wojciechów

## Structure du terrain
D'après les données de 2002, la superficie de la commune de Poniatowa est de 84,16 kilomètres carrés, répartis comme telle :
- terres agricoles : 76 %
- forêts : 16 %

La commune représente 10,47 % de la superficie du powiat.

## Démographie
Données du 30 juin 2004:
| Description        | Total  | Total | Femmes | Femmes | Hommes | Hommes |
| ------------------ | ------ | ----- | ------ | ------ | ------ | ------ |
| Unité              | Nombre | %     | Nombre | %      | Nombre | %      |
| Population         | 15 295 | 100   | 7 927  | 51,8   | 7 368  | 48,2   |
| Densité (hab./km²) | 181,7  | 181,7 | 94,2   | 94,2   | 87,5   | 87,5   |